# Fetakgomo Tubatse
Fetakgomo Tubatse es un municipio local sudafricano situado en el distrito de Sekhukhune, en la provincia de Limpopo.

## Superficie
Fetakgomo Tubatse tiene una superficie de 5693 km².

## Demografía
En 2022, tenía 575 960 habitantes, una densidad poblacional de 101,2 hab./km², y 147 167 viviendas.